# 俄国社会民主工党派系
1898年—1917年，俄国社会民主工党内部存在多个政治派系。

## 列表
- 经济派（1897年—1902年）
- 立陶宛、波兰和俄罗斯犹太工人总联盟（1897年—1921年）[1]
- 南方工人（1900年—1903年）
- 斗争（1901年—1903年）
- 布尔什维克（1903年—1917年）
  - 召回派（1907年—1909年）[2][3]
  - 最后通牒派（1907年—1909年）[4]
  - 布尔什维克调和派（1911年—1917年）
- 孟什维克（1903年—1917年）
  - 取消派（1907年—1912年）
  - 护国派（1914年—1917年）
    - 团结（1914年—1917年）

  - 孟什维克国际主义派（1917年—1918年）
- 造神派（1908年—1910年）
- 前进派（1909年—1913年）
- 八月联盟（1912年—1914年）
- 区联派（1913年—1917年）
- 俄国社会民主工党（国际主义者）（1917年—1918年）[5]